# Chrostosoma zantes
Chrostosoma zantes är en fjärilsart som beskrevs av Herrich-Schäffer 1854. Chrostosoma zantes ingår i släktet Chrostosoma och familjen björnspinnare. Inga underarter finns listade i Catalogue of Life.